# Vetterl von Wildenbrunn

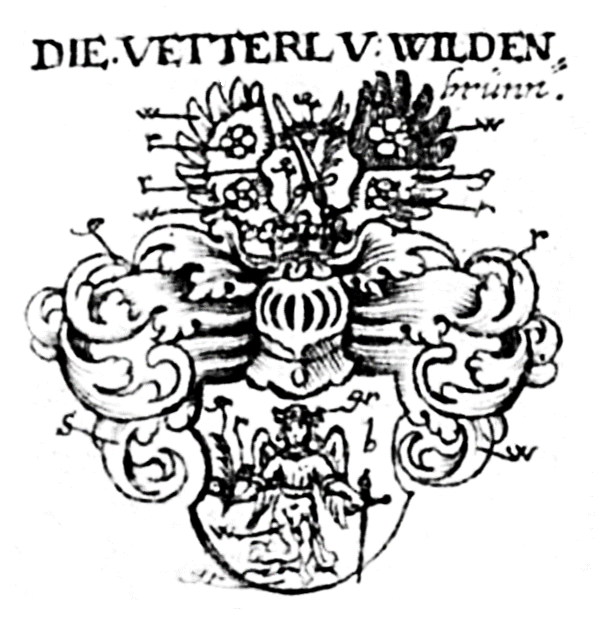
Wappen der Vetterl von Wildenbrunn in Siebmachers Wappenbuch

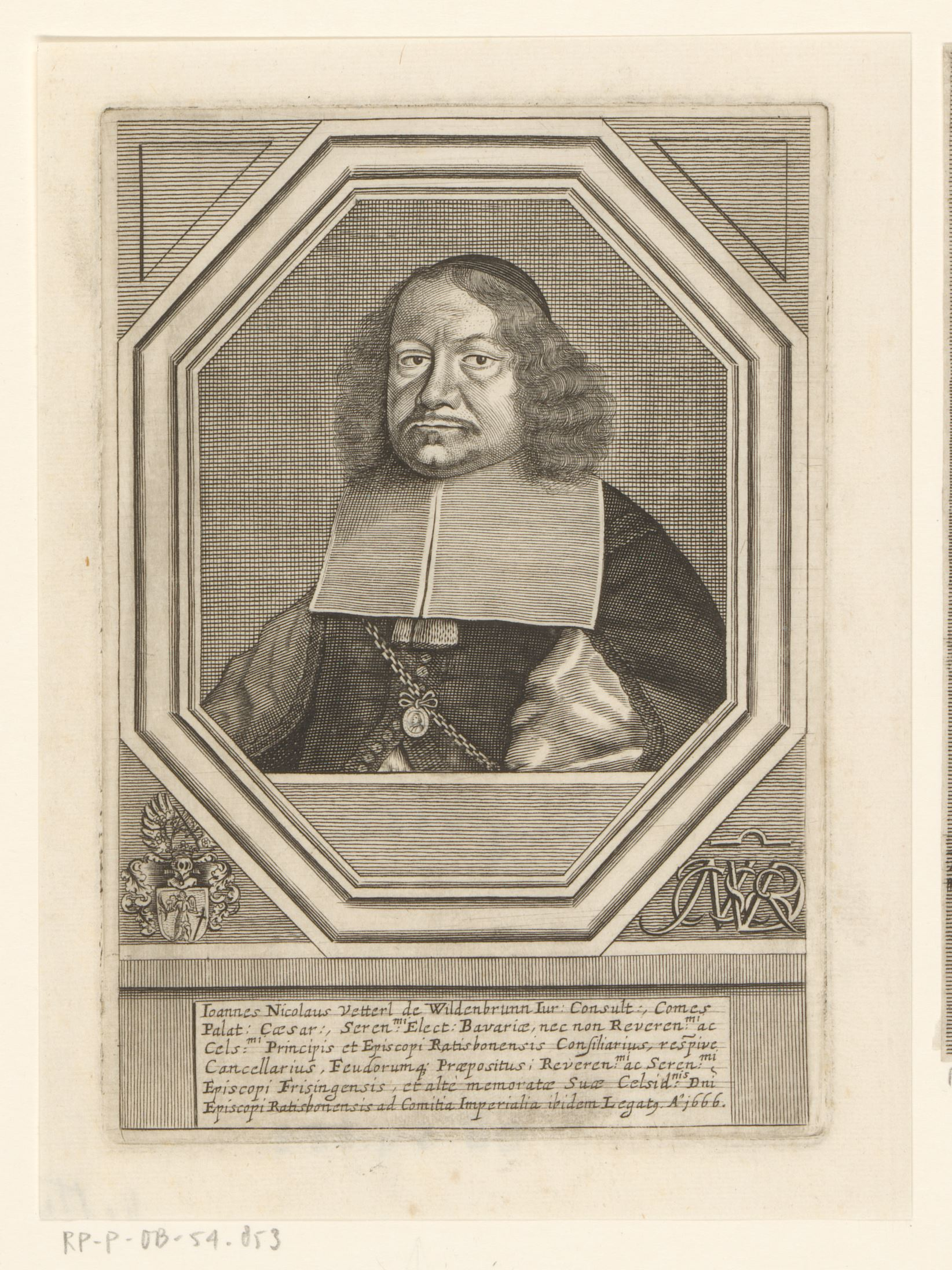
Johann Nikolaus Vetterl von Wildenbrunn 1666

Vetterl von Wildenbrunn war der Name eines böhmischen briefadeligen Geschlechts. 

## Geschichte
Das alte Patriziergeschlecht soll bereits vor dem Stadtbrand von 1270 in der Reichsstadt Eger ansässig gewesen sein und bewohnte dort das spätere Fischer´sche Bräuhaus mit der Hausnummer 484. Der reiche Egerer Bürger, Konsul und Ratsälteste Wolfgang Vetterl hatte Anteil an der Rekatholisierung Egers wofür er 1636 vom Kaiser Ferdinand II. zum Kaiserlichen Rat erhoben wurde. 1629 wanderte er als Protestant aus und ließ sich später  von den Jesuiten zum Katholizismus bekehren. 1632 bekleidete er das Amt des Bürgermeisters. 1634 gab er sieben Monate lang den Jesuiten in Eger Kost und Quartier. 1639 diente er bei der Bestätigung der Stadtprivilegien Kaiser Ferdinand II. als städtischer Abgeordneter. 1644 legte er seine Ämter nieder. Johann Christoph Vetterl schenkte der Stadt ein Grundstück für die Befestigungserweiterung, weshalb er von Kaiser Leopold I. die goldene Ehrenkette und ein Diplom mit dem Prädikat „von Wildenbrunn“ erhielt. Johann Nikolaus Vetterl von Wildenbrunn wirkte 1666 als Jurist, Konsul, Gesandter, Pfalzgraf, kurbayrischer Rat und Kanzler des Hochstift Regensburg. Lubert Adam Vetterl von Wildenbrunn († 1708) war Stadtschreiber und Abgeordneter des Senates. In den geistlichen Stand trat Bernhardine Vetterl von Wildenbrunn († 1723) als Äbtissin des Klarissenklosters in Eger. 1749 war Ignaz Vetterl von Wildenbrunn († 1765) Bürgermeister von Eger. Johann Vetterl von Wildenbrunn († 1864) wurde in der Wiener-Neustädter Militärakademie erzogen und starb in Görz als Oberstleutnant a. D. sowie Karl Vetterl von Wildenbrunn († 1845) in Schönberg als Kapitänleutnant. Die Brüder Joseph und Franz Vetterl von Wildenbrunn gründeten 1810 in Písek und 1815 in Prag die sogenannte Vetterl'sche Buchdruckerei. Nachfolgende Generationen führten nicht mehr alle das Prädikat von Wildenbrunn. 

## Wappen
Blasonierung: In Blau ein silberner Engel mit grünem Lorbeerkranz auf dem Kopf, in der Rechten einen grünen Palmwedel und zwei rote Rosen, in der Linken ein Schwert haltend. Auf dem gekrönten Helm mit rechts schwarz-goldenen und links rot-silbernen Helmdecken zwischen einem offenen Flug, rechts von Silber und Rot geteilt, oben und unten mit je einer Rose in gewechselten Farben belegt, links von Schwarz und Gold geteilt, oben mit einer silbernen unten mit einer roten Rose belegt, der Palmwedel und das Schwert ins Andreaskreuz gestellt, oben von dem Lorbeerkranz zusammengehalten.

## Persönlichkeiten
- Wolfgang Vetterl, 1632 Bürgermeister von Eger, 1639 städtischer Abgeordneter
- Johann Nikolaus Vetterl von Wildenbrunn, 1666 Konsul, Gesandter, Pfalzgraf, kurbayrischer Rat und Kanzler des Hochstift Regensburg
- Johann Christoph Vetterl von Wildenbrunn, 1659 Ratsherr, Umgeldeinnehmer, 1671 Bürgermeister von Eger
- Lubert Adam Vetterl von Wildenbrunn († 1708), Stadtschreiber und Abgeordneter des Senates
- Bernhardine Vetterl von Wildenbrunn († 1723), 1688–1723 Äbtissin das Klarissenklosters in Eger